# Hrázděný kostel

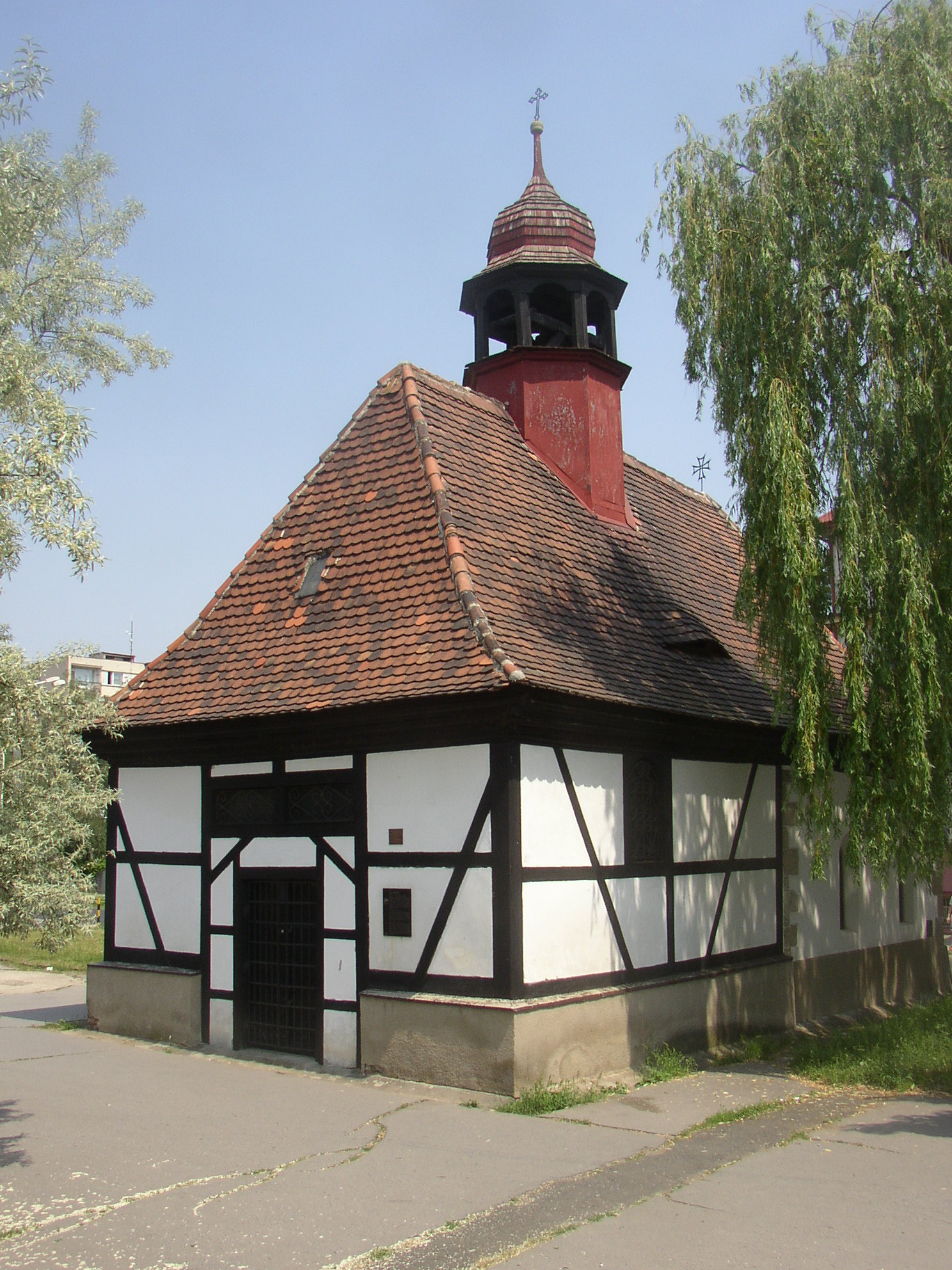
Kostel svatého Václava na Dolním předměstí v Žatci

Hrázděný kostel je sakrální stavba, jejímiž nosnými prvky jsou dřevěné trámy jako v hrázděném domě. Hrázděné kostely jsou podtypem dřevěných kostelů a většinou zároveň patří mezi vesnické kostely. Byly postaveny hlavně v oblastech, které jsou chudé na vhodný stavební kámen, a v místech, kde nebyly v době výstavby dostatečné finanční prostředky na kamennou stavbu.

## Historie
Hrázděné kostely byly stavěny zejména ve třech obdobích:
- raný středověk: především oblast Franské říše, předrománské období
- baroko: severní a východní Německo a francouzská Champagne
- 19. století: Prusko poskytovalo obcím předem připravené stavební plány kostelů a škol

## Rozšíření
Oblast hrázděných kostelů se táhne Evropou od Nizozemska přes severní a střední Německo až do východního Pruska a do jisté míry kopíruje takzvanou izoglosu hrázděné architektury. Ojedinělá koncentrace hesenských hrázděných kostelů, zejména v oblasti Vogelbergu, souvisí s reformací. Za hesenského lankraběte Filipa I. byla na synodě v Hombergu zahájena roku 1526 reformace a díky tomu mnoho vesnic, které neměly vlastní kostel, dostalo povolení postavit si vlastní. Tak se vyvinula jedinečná kulturní krajina s množstvím hrázděných kostelů.
Pro nejstarší dochované stavby přibližně z období let 1500–1650 jsou charakteristické příkré proporce, obvykle pravoúhlé kněžiště a horní patro, často využívané čistě k světským účelům, ponejvíce jako sýpky (např. kostel ve Wagenfurthu). Až kolem roku 1700 se začínají pravidelně objevovat polygonální kněžiště.
Další velkou oblastí rozšíření hrázděných kostelů je polská část Slezska, kde se nachází velká řada evangelických hrázděných kostelů, často úctyhodných rozměrů, jak je tomu například u luteránského kostela ve Svídnici. Na českém území jsou dochovány tři hrázděné sakrální stavby, a to v severozápadních Čechách. Všechny souvisí s německým etnikem. Jedná se o kostel svatého Václava v Žatci, prvně doložený ve 14. století jako patronát místního cechu pekařů. Jeho dochovaná podoba pochází z roku 1684, kdy ho měšťan Johann Hossmann nechal rozšířit o hrázděnou loď. Druhým příkladem je špitální kostel Všech svatých v Jáchymově z roku 1516 a třetím kaple Nejsvětější Trojice (hrázděná část pochází z roku 1753) ze zaniklých Žichlic u Modlan, která byla přenesena zubrnického skanzenu.

## Galerie

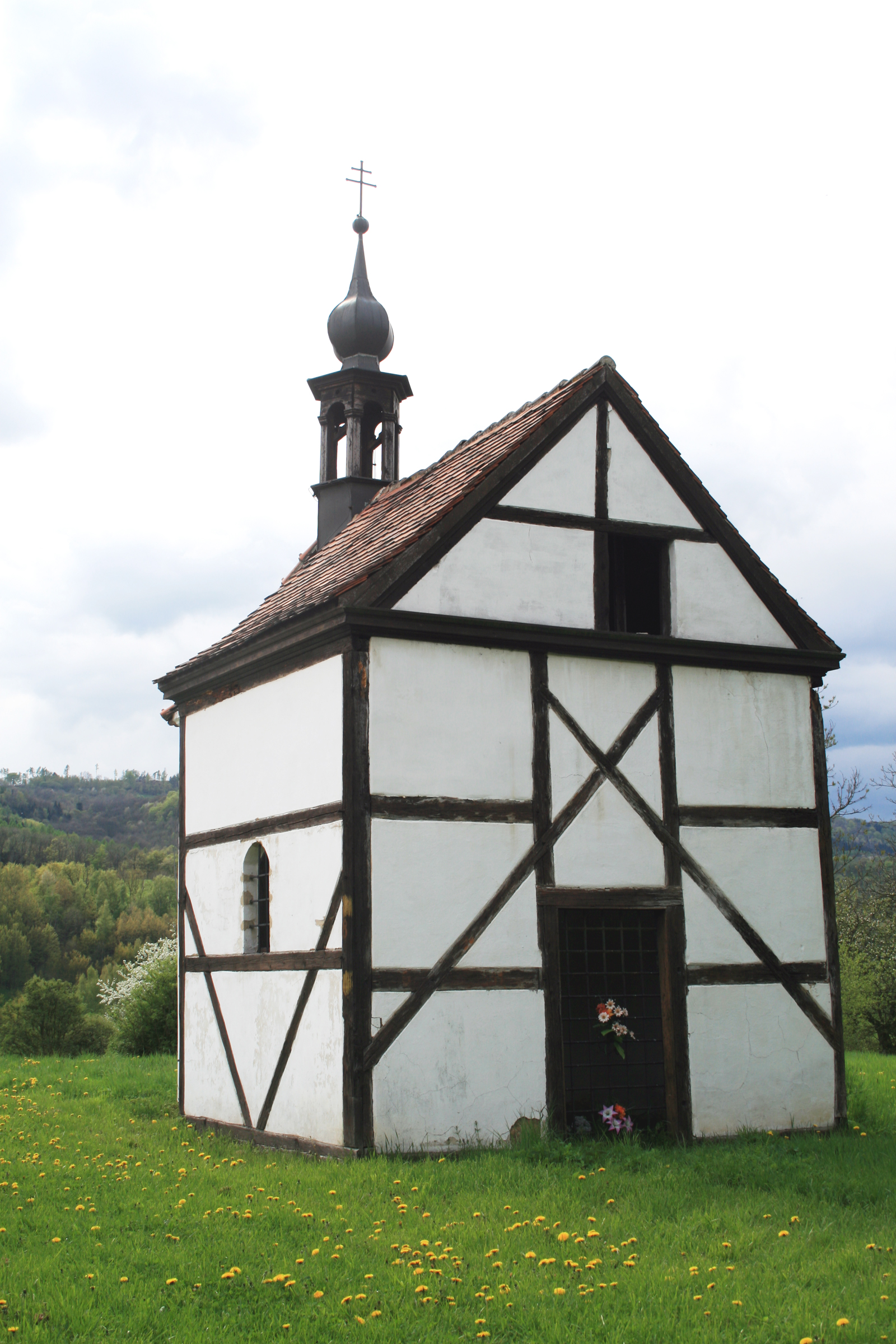
Kaple Nejsvětější Trojice ze zaniklých Žichlic, umístěná v zubrnickém skanzenu
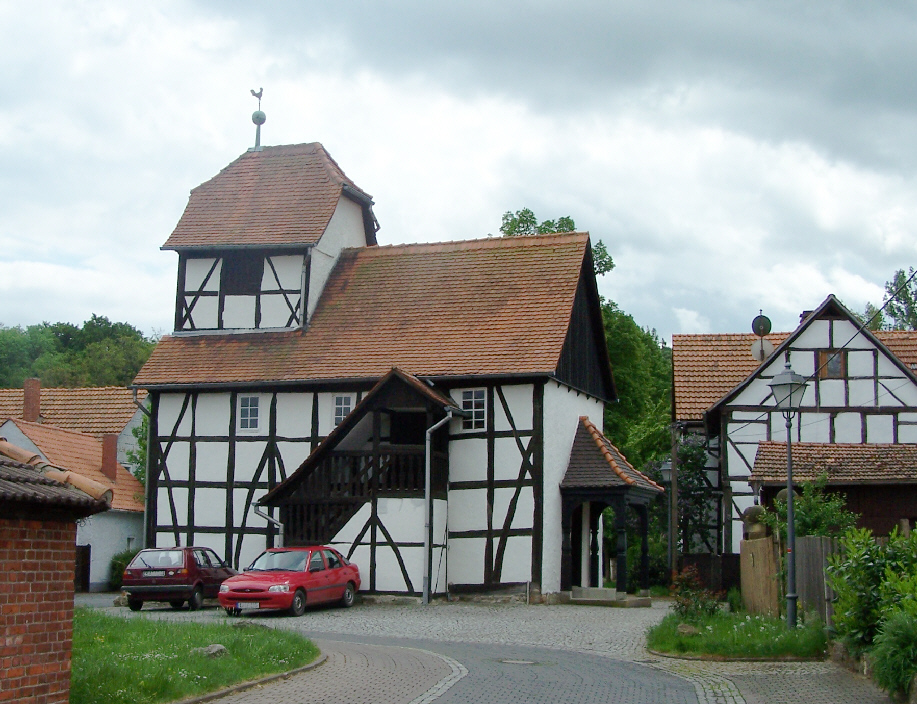
Kostel ve Warthě
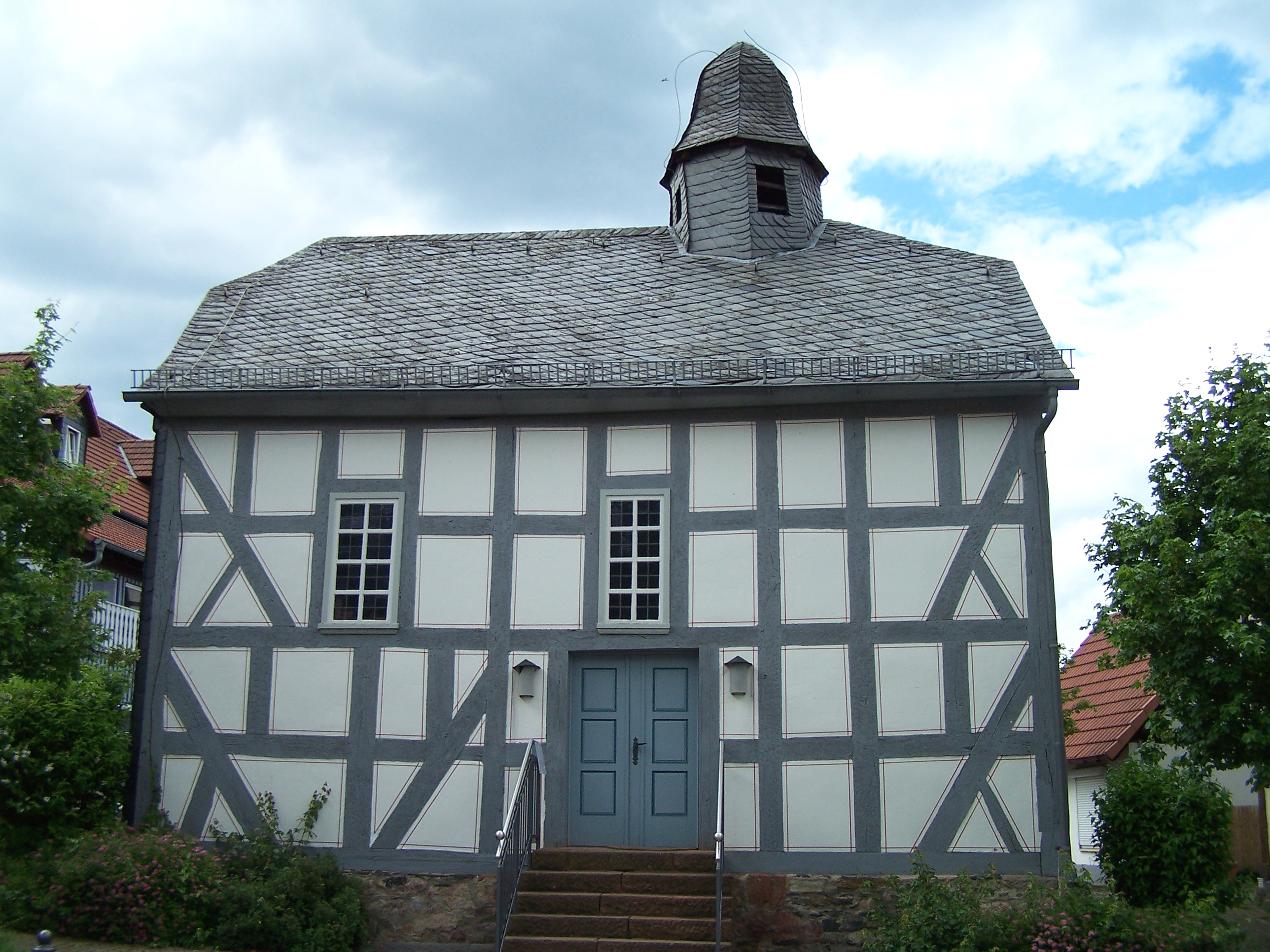
Kostel v Kernbachu
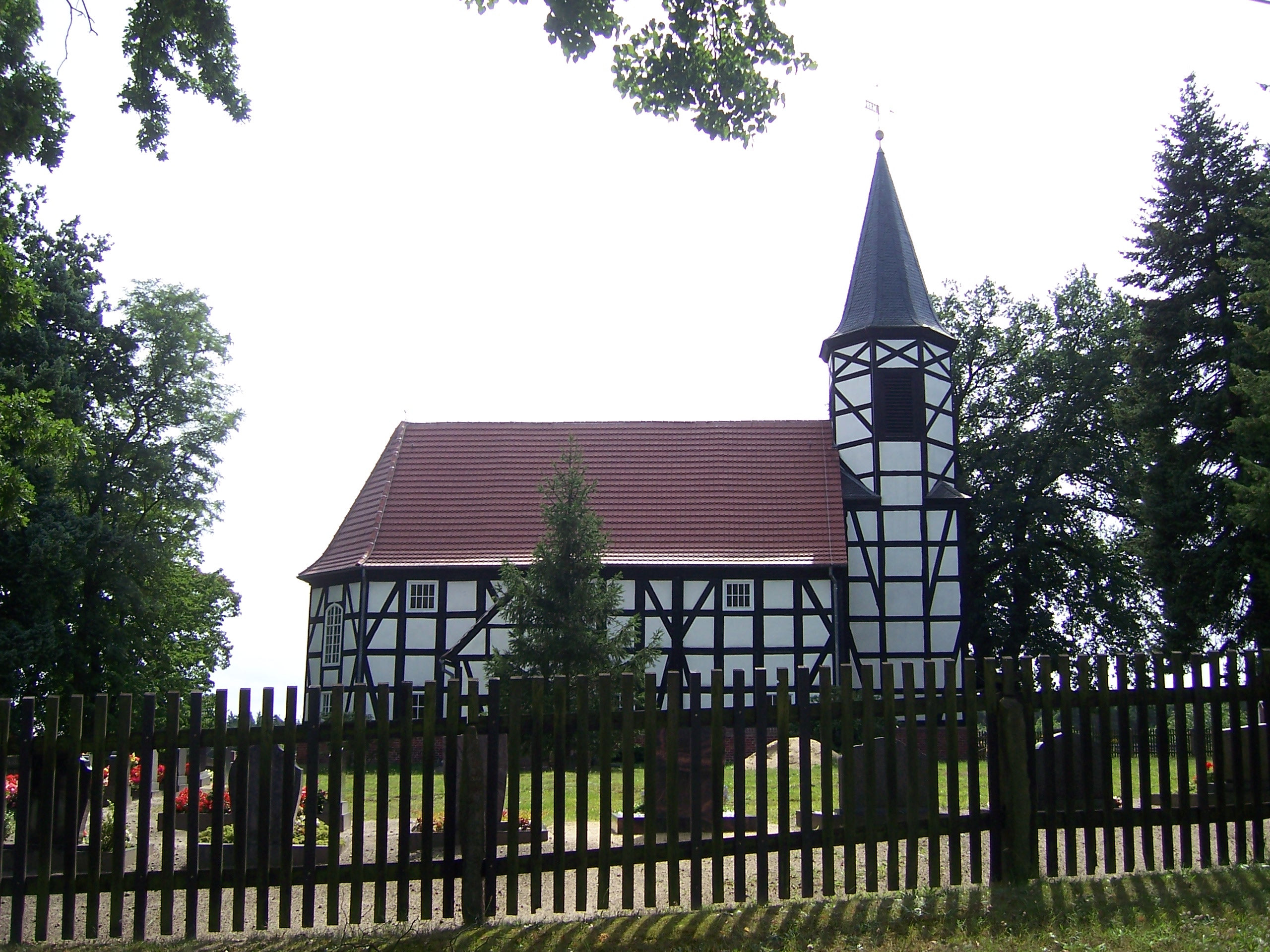
Kostel ve Spreewitz
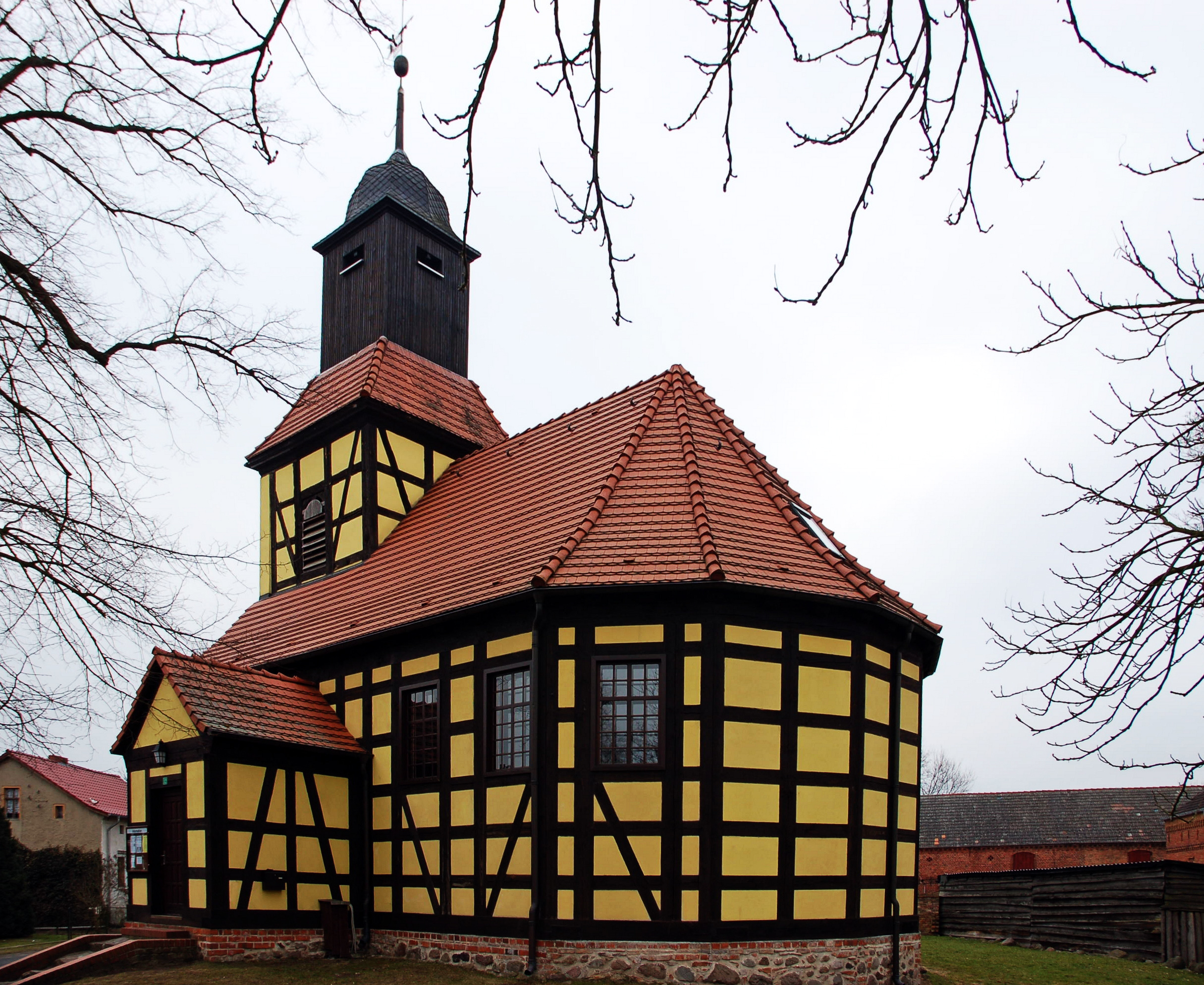
Kostel v Tuchenu
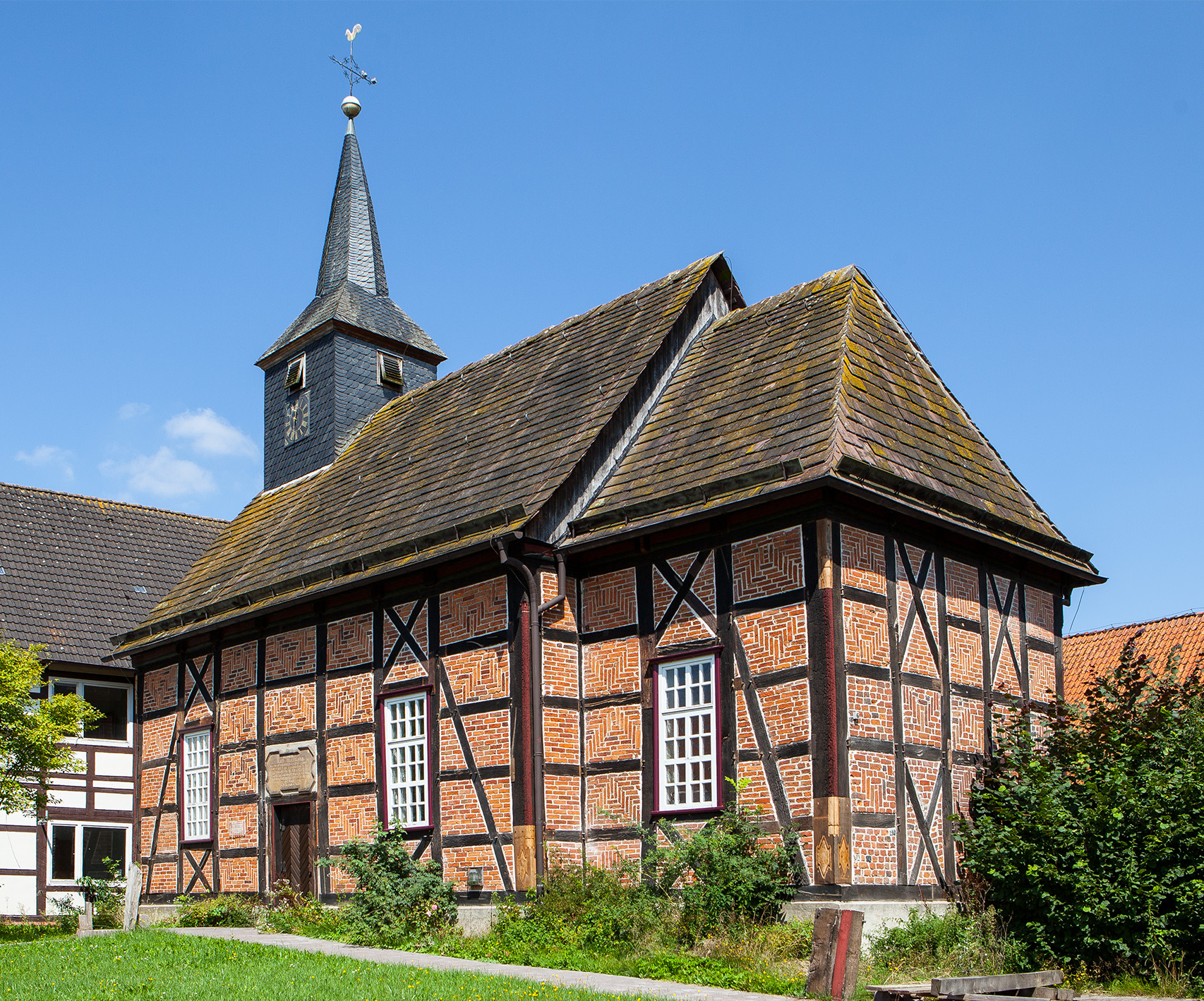
Kaple v Belle
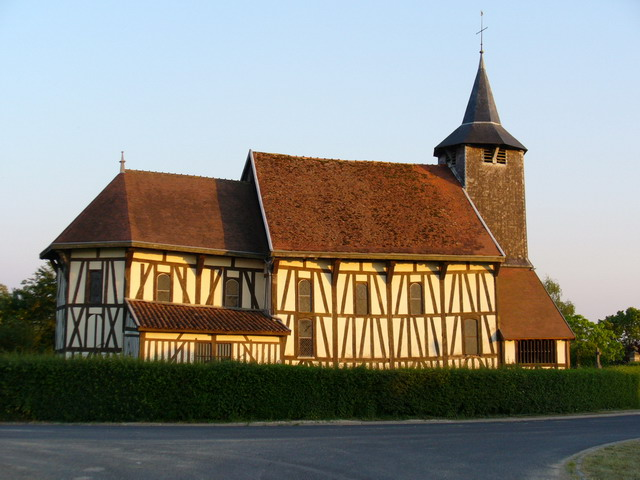
Kostel v Châtillon-sur-Broué